# Staré Město (kraj ołomuniecki)
Staré Město, czasem błędnie Staré Město pod Sněžníkem (niem. Mährisch Altstadt) – miasto w Czechach, w kraju ołomunieckim. Według danych z 31 grudnia 2003 powierzchnia miasta wynosiła 8 630 ha, a liczba jego mieszkańców 2 054 osób.
W granicach administracyjnych miasta znajdują się również wsie:
- Chrastice
- Kunčice - ośrodek sportów zimowych. Znajdują się tu dwa zabytki: barokowa Kaplica Matki Boskiej Bolesnej z roku 1770 oraz dzwonnica z roku 1779.
- Nová Seninka
- Stříbrnice

## Demografia
| Rok             | 1970  | 1980  | 1991  | 2001  | 2003  | 2006  |
| --------------- | ----- | ----- | ----- | ----- | ----- | ----- |
| Liczba ludności | 2 099 | 2 169 | 2 129 | 2 145 | 2 054 | 2 074 |

Źródło: Czeski Urząd Statystyczny